# Patata quarantina prugnona
La patata Quarantina Prugnona è una varietà di patata tradizionalmente coltivata sull'Appennino Ligure.

## Caratteristiche
- Forma del tubero: di forma irregolare e tondeggiante;
- Pezzatura:
- Buccia: si mostra liscia con colore prugna-viola e macchie crema chiaro;
- Pasta: di colore bianco tenue, non farinosa a granulosità fine
- Germoglio: il colore varia da rosa a violetto ;
- Fiore: il colore varia da celeste a indaco
- Maturazione: media
- Categoria culinaria: A-B

## Origine
Il termine quarantina si riferisce comunemente alle varietà più adatte ai cicli colturali brevi a cui si aggiunge prugnona per il colore della buccia.
Dalle prime testimonianze pervenutici si riscontra una sua coltivazione a partire dal 1910 a val d'Aveto ma essendo progenitrice della Quarantina Bianca Genovese la data della sua introduzione dovrebbe essere antecedente.
Simile per caratteristiche con la varietà inglese Fortyfold e con la catalana Bufet Nero, la sua produzione era diffusa anche sull'altopiano di Marcarolo. In seguito è stata promossa dal Consorzio della Quarantina.

## Sinonimi
- Quarantina vera,
- Brügnœa,
- Brügnun-a,
- Prugnona,
- Quarantina Rossa,
- Quarantina vera.

## Utilizzi
Viene utilizzata in cucina per accompagnare alcuni tipi di cibo, come stracotti,  stufati e spezzatini. Il suo sapore viene maggiormente evidenziato se nella cottura a vapore si conserva la buccia.

## Feste
- Roccatagliata (val Fontanabuona), penultima domenica di agosto: Sagra della patata.
- Còsola (val Borbera), prima domenica di settembre: Festa della Quarantina.
- Rovegno (val Trebbia), prima domenica di ottobre: Sagra della patata e festa della Quarantina.

## Varietà di patata tradizionali della Liguria
- Cabannese
- Cannellina Nera
- Morella
- Quarantina Gialla
- Quarantina Bianca Genovese